# Gottlieb Weissmann
Gottlieb Weissmann (* 13. August 1798 in Niederstetten; † 22. Dezember 1859 in Stuttgart) war ein deutscher Fossiliensammler und Apotheker.

## Leben
Weissmann, der Sohn eines Amtmanns, ging in Öhringen in die Apothekerlehre und dann auf Wanderschaft als Apothekergehilfe in Friedrichshafen, Solothurn, Karlsruhe und Stuttgart. Schon als Jugendlicher interessierte er sich für Botanik. Er heiratete 1828, war bis zum Verkauf seiner Apotheke 1840 Apotheker in Metzingen und lebte danach in Stuttgart. In Metzingen erforschte er die Geologie der Umgebung und trat in Kontakt mit Wissenschaftlern wie Leopold von Buch, Gustav Schübler (der ihn häufig besuchte) und Georg Graf zu Münster. Bei einem Besuch bei seinem älteren Bruder Emanuel, eines Juristen (Gerichtsnotar) in Crailsheim (dessen Tochter er adoptierte), entdeckte er in einem Steinbruch am Jagstufer die fossilreiche „Crailsheimer Knochenbreccie“ (Grenzbonebed Muschelkalk/Keuper).
Unter anderem fand er einen Schädel eines Nothosaurus. Seine Funde wurden 1844 von Hermann von Meyer und dem Lehrer in Stuttgart Theodor Plieninger (1795–1879) wissenschaftlich bearbeitet und veröffentlicht.
1843 benannte Georg Graf zu Münster einen von Weissmann gefundenen fossilen Seestern zu Ehren von Gottlieb Weissmann Asterias Weissmanni, (heute: Trichasteropsis weissmanni (MÜNSTER 1843)).
Die Sammlung Weissmann ist heute im Stuttgarter Museum für Naturkunde. Er war 1844 Gründungsmitglied und langjähriger Kassenwart des Vereins für vaterländische Naturkunde in Württemberg.